# Peter Westerlund
Peter Westerlund är en svensk violinmakare. Peter Westerlund är en av få violinbyggare i Sverige som på heltid bygger nya instrument. Han har sedan verksamhetens början 1985 och fram t.o.m. augusti 2023 tillverkat över 350 instrument fördelat på violiner, altvioliner och celli.

## Utmärkelser
- H.M. Konungens medalj i guld av 5:e storleken (Kong:sGM5 2021) för framstående insatser som violinmakare[1]